# Mihăiță Postolache
Mihăiță Postolache (n. 3 septembrie 1957, Bârlad) este un fost senator român în legislatura 1990-1992 ales în județul Bacău pe listele partidului FSN și deputat român în legislatura 1992-1996 ales în județul Bacău pe listele partidului PD. Mihăiță Postolache este inginer de aeronave. În cadrul activității sale parlamentare în legislatura 1990-1992, Mihăiță Postolache a fost membru în grupurile parlamentare de prietenie cu Republica Portugheză, Australia, Canada, Mongolia și Republica Federală Germania.

## Legături externe
- Mihăiță Postolache[nefuncțională – arhivă]
 la cdep.ro